# Mantorp
Mantorp is een plaats in de gemeente Mjölby in het landschap Östergötland en de provincie Östergötlands län in Zweden. De plaats heeft 3326 inwoners (2005) en een oppervlakte van 264 hectare.

## Verkeer en vervoer
Bij de plaats lopen de E4 en Länsväg 206.
De plaats heeft een station aan de spoorlijnen Katrineholm - Malmö en Katrineholm - Nässjö.